# اندیس شاهزاده عبدالله (۵)
شاهزاده عبدالله (۵) یک اندیس غیرفلزی است که در حوالی شهر رک سفید استان خوزستان قرار دارد و مادهٔ معدنی موجود در آن، صدف آهکی است.سنگ میزبان این اندیس سنگ های ساحلی است  